# Loriculus camiguinensis
Loriculus camiguinensis là một loài chim trong họ Psittacidae.